# Grindhouse – Halálbiztos
A Grindhouse – Halálbiztos (eredeti cím: Death Proof) 2007-ben bemutatott amerikai akció-slasher film, amelyet Quentin Tarantino írt és rendezett. A főbb szerepekben Kurt Russell, Rosario Dawson, Vanessa Ferlito, Jordan Ladd, Rose McGowan, Sydney Tamiia Poitier, Tracie Thoms, Mary Elizabeth Winstead és Zoë Bell látható.
Az Amerikai Egyesült Államokban 2007. április 6-án mutatták be a mozikban. Általánosságban vegyes véleményeket kapott a kritikusoktól, ugyanakkor dicsérték Russell alakítását és karakterének kidolgozottságát.

## Cselekmény
Három barátnő, Arlene, Shanna és a rádiós DJ "Jungle" Julia Lucai Austinban Julia születésnapi ünneplésére igyekeznek. Julia a bárban elárulja, műsorában közzétett egy kihívást, melyet ha egy férfi teljesít, ingyenes öltáncot kap Arlene-től. Az idősödő "Kaszkadőr" Mike követi őket a bárba, és a feltételeknek eleget téve kéri a táncot. Arlene gyanakszik rá, hogy a férfi követi őket, de végül belemegy a dologba.
A fiatal nők egy másik barátjukkal, Lannával terveznek tovább indulni. Pam, Julia volt osztálytársa elfogadja Mike ajánlatát, aki szívesen hazaviszi autójával. Mike bezárja a lányt autójának ketrecszerű részébe és közli, a jármű halálbiztos, de csak a sofőr számára. Felgyorsít, majd váratlanul fékez, a hirtelen sebességváltoztatás következtében Pam a jármű belsejének csapódik, halálos koponyasérülést szenvedve. Ezután Mike utoléri a többi nő autóját is, és beléjük hajtva mindannyiukkal végez, míg ő csak könnyebb sérüléseket szenved. McGraw seriff gyanítja, Mike szándékosan okozott balesetet, de mivel a férfi józan volt, az áldozatok vérében pedig alkoholt találtak, nem emelhet vádat.
14 hónappal később három fiatal nő, Abernathy Ross sminkes, Kim Mathis kaszkadőr sofőr és Lee Montgomery színésznő Lebanon városán utaznak keresztül, egy filmforgatás közben szünetet tartva. Miközben megállnak vásárolni egy boltnál, Mike titokban megfigyeli őket. A nők elmennek barátjukért, Zoë Bell kaszkadőrért a reptérre. Zoë ki szeretné próbálni egy 1970-es Dodge Challenger vezetését, ezért elmennek egy autókereskedéshez és tesztvezetésre visznek egy ilyen járművet – a tulajdonos ebbe beleegyezik, mert „zálogként” otthagyják nála Lee-t, akiről Abernathy azt állítja, pornószínésznő.
Zoë ki szeretne próbálni egy veszélyes trükköt, melynek során a sebesen mozgó jármű motorháztetőjén utazik, a biztonsági övekbe kapaszkodva. A nők élvezik a vakmerő mutatványt, amíg Mike váratlanul beléjük nem hajt hátulról, életveszélybe sodorva Zoë-t. Végül oldalról neki hajtva megállítja őket, de Kim hirtelen fegyvert rántva vállon lövi és a férfi elmenekül. Miután örömmel megbizonyosodnak róla, hogy Zoë életben van, úgy döntenek, elkapják és megölik támadójukat.
Autójukkal utolérik és ostromolni kezdik Mike járművét. Zoë kiszállva egy vascsővel veri össze a férfit, de ő ismét el tud menekülni. Folytatják a kegyelemért könyörgő Mike üldözését, felborítják autóját és felváltva ütlegelni kezdik. Végül a fejére irányzott rúgásokkal végeznek vele.

## Szereplők
| Szerep                   | Színész                 | Magyar hang       |
| ------------------------ | ----------------------- | ----------------- |
| "Kaszkadőr" Mike         | Kurt Russell            | Sörös Sándor      |
| önmaga                   | Zoë Bell                | Németh Kriszta    |
| Abernathy Ross           | Rosario Dawson          | Pikali Gerda      |
| Arlene / Pillangó        | Vanessa Ferlito         | Törtei Tünde      |
| "Dzsungel" Julia Lucai   | Sydney Tamiia Poitier   | Kéri Kitty        |
| Kim Mathis               | Tracie Thoms            | Németh Borbála    |
| Shanna                   | Jordan Ladd             | Nemes Takách Kata |
| Pam                      | Rose McGowan            | Solecki Janka     |
| Lee Montgomery           | Mary Elizabeth Winstead | Molnár Ilona      |
| Warren                   | Quentin Tarantino       | Stohl András      |
| Marcy                    | Marcy Harriell          | Bognár Gyöngyvér  |
| Dov                      | Eli Roth                | Papp Dániel       |
| Nate                     | Omar Doom               | Seder Gábor       |
| Omar                     | Michael Bacall          | Molnár Levente    |
| Lanna Frank              | Monica Staggs           | Kiss Anikó        |
| Jasper                   | Jonathan Loughran       | Faragó András     |
| Earl McGraw texas ranger | Michael Parks           | Reviczky Gábor    |
| Edgar McGraw ranger      | James Parks             | Juhász György     |
| Dr. Dakota Block         | Marley Shelton          | Vadász Bea        |

## Filmzene
1. The Last Race – Jack Nitzsche (2:39)
2. Baby, It’s You – Smith (3:22)
3. Paranoia Prima – Ennio Morricone (3:19)
4. Planning & Scheming – Eli Roth & Michael Bacall (1:00)
5. Jeppster – T. Rex (4:09)
6. Stuntman Mike – Rose McGowan & Kurt Russell (0:18)
7. Staggolee – Pacific Gas & Electric (3:50)
8. The Love You Save (May Be Your Own) – Joe Tex (2:56)
9. Good Love, Bad Love – Eddie Floyd (2:11)
10. Down in Mexico – The Coasters (3:22)
11. Hold Tight – Dave Dee, Dozy, Beaky, Mick & Tich (2:47)
12. Sally and Jack (from Blowout) – Pino Donaggio (1:25)
13. It’s So Easy – Willy DeVille (2:10)
14. Whatever-However – Tracie Thoms & Zoe Bell (0:36)
15. Riot in Thunder Alley – Eddit Beram (2:04)
16. Chick Habit – April March (2:07)